# NGC 94
NGC 94 (PGC 1423) là một thiên hà dạng hạt đậu trong chòm sao Tiên Nữ. Nó được phát hiện bởi Guillaume Bigourdan vào năm 1884. Đối tượng này vô cùng mờ nhạt và nhỏ bé. Một chút trên thiên hà là NGC 96. NGC 94 cách chúng ta khoảng 260 triệu năm ánh sáng và 50.000 năm ánh sáng.